# Tsirionstadion
Het Tsirionstadion is een multifunctioneel stadion in Limasol, Cyprus. Het stadion wordt vooral gebruikt voor voetbalwedstrijden. Een aantal voetbalclubs uit Limasol maakten tot 2022 gebruik van dit stadion. Dat zijn AEL Limasol, Apollon Limasol en Aris Limasol. Daarna opende de Limasol Arena net buiten de stad en verhuisden de drie clubs. In de jaren '90 speelde ook het nationale elftal van Cyprus veel internationale wedstrijden in het Tsirionstadion. In het stadion is plek voor 13.331 toeschouwers. Behalve voetbal kunnen er ook atletiekwedstrijden worden georganiseerd, er ligt een atletiekbaan om het veld heen. De club Gymnastikos Syllogos Olympia maakt gebruik van dit stadion.
In 1992 was dit stadion een van de stadions waar wedstrijden werden gespeeld voor het Europees kampioenschap voetbal onder 16. Er werden een aantal groepswedstrijden gespeeld en de twee halve finales. Spanje won in de eerste halve finale met 3–1 van Portugal en in de andere halve finale speelden Italië en Duitsland met 0–0 gelijk (Duitsland won na strafschoppen). Op 14 september 1988 werd de finale van de Cypriotische Supercup in dit stadion gespeeld. Omonia Nicosia won in deze finale met 1–0 van Pezoporikos Larnaca. Ook finales van de Cypriotische voetbalbeker worden vaak in dit stadion gespeeld.